# Râul Valea Curugii
Râul Valea Curugii este un afluent al râului Valea Stânei. 